# Das Evangelium nach Pilatus
Das Evangelium nach Pilatus ist der Titel der deutschen Übersetzung  (2005) eines Romans von Éric-Emmanuel Schmitt. Die französische Originalausgabe erschien 2000 in Paris mit dem Titel L’Évangile selon Pilate. Der Roman schildert in drei Teilen die  biblische Passionsgeschichte unter kritisch-modernen Aspekten. Der erste Teil wurde unter dem Titel La Nuit des oliviers für die Bühne arrangiert.

## Inhalt

### 1. Teil
Jesus (Christus) im Garten Gethsemane. Schmitt schreibt aus der Perspektive Christi und resümiert Kindheit, Taufe, kommentiert Wunder und kommt immer wieder auf die Ausgangssituation zurück, das Warten auf den Tod.
Die Reflexion des Lebens Jesu zeugt von eingehender Beschäftigung und Kenntnis der Bibel. Seine Ausführungen beinhalten moderne Aspekte der Theologie.

### 2. Teil
Pilatus zu seinem Bruder Titus. Im Briefroman, den Schmitt der historischen Figur des Pilatus andichtet, geht er frei Pilatus’ Frage aus dem Johannesevangelium: „Was ist die Wahrheit?“ (Joh 18,38) nach. Pilatus’ rationales Suchen nach Klarheit in Bezug auf den Tod Jesu wird beleuchtet. Unerwartete Geschehnisse lassen ihn immerfort neue Gedankenkonstrukte entwickeln, das Unerklärliche zu erklären.

### 3. Teil
Schmitt berichtet davon, wie sein Evangelium nach Pilatus entstanden ist. Er beschreibt einen Prozess, in dem er sich selbst und seinen Glauben näher kennengelernt hat.

## Ausgaben
- Eric-Emmanuel Schmitt: L’Evangile selon Pilate, A. Michel, Paris 2000, ISBN 2-226-11674-5
- Eric-Emmanuel Schmitt: Das Evangelium nach Pilatus, dt. von Brigitte Grosse. S. Fischer, Frankfurt am Main 2005, ISBN 978-3-10-073573-7
- Eric-Emmanuel Schmitt: Das Evangelium nach Pilatus, dt. von Brigitte Grosse. Fischer-Taschenbuch-Verlag, Frankfurt am Main 2007, ISBN 978-3-596-17400-3 (Taschenbuchausgabe)
- Eric-Emmanuel Schmitt: Das Evangelium nach Pilatus, dt. von Brigitte Grosse. Gelesen von Burghart Klaußner. Der Audio Verlag, Berlin 2005, ISBN 978-3-89813-457-6 (Hörbuch)